# Huset Hauteville
Hauteville-slægten var en normannisk ridder-familie, der gennem næsten 150 år leverede grever, hertuger og konger til et dynasti i Syditalien. De første Hauteviller i Italien var sønner af Tancred af Hauteville, og med tiden kom 8 af hans 12 sønner til området.

## Oprindelse
Slægten stammede fra Hauteville, der ligger i nærheden af Coutances på Cotentin-halvøen i Frankrig. Det første medlem af Hauteville-slægten var en skandinav, der kom til Normandiet på samme tid som Rollo. Tancred af Hauteville var hans barnebarn, og selv om han ikke var velhavende, lykkedes det ham at få alle sine 12 sønner uddannet og udrustet som riddere.
Tancreds imponerende forplantningsevne gik ikke i arv til hans efterkommere. Af de fire sønner, der blev i Normandiet, var det kun den ældste, Sarlo, der efterlod sig en søn, man har kendskab til. Denne søn drog senere til Syditalien, og dermed uddøde den franske gren. I dag er det kun en plakette i landsbyen Hauteville-la-Guichard, der minder om slægtens eksistens i området.

## Grever af Apulien
De første Hauteville-brødre i Italien var Vilhelm og Drogo, der ankom omkring 1035, formentlig efter at have hørt om den fremgang, Drengot-slægten havde oplevet, og om de gode beskæftigelsesmuligheder for riddere i området. De to brødre tjente først hos den lombardiske fyrste af Salerno, og fra 1038 var de med i et togt til Sicilien, som lejesoldater i en byzantinsk hær. I 1040 ragede de uklar med den byzantinske general, og tog tilbage til fastlandet, hvor de året efter sluttede sig til en af de jævnlige lombardiske opstande mod byzantinerne. I 1042 løb opstanden ud i sandet, men normannerne besluttede at videreføre kampen mod byzantinerne på egen hånd, og Vilhelm og Drogo var to af de 12 normanniske ledere. Normannerne valgte Vilhelm som greve af Apulien, selv om de på det tidspunkt kun kontrollerede en beskeden del af området.
Da Vilhelm døde i 1046, blev Drogo valgt som hans efterfølger. Der var stadig tale om et valg blandt de normanniske riddere, men senere blev magten fastere forankret i Hauteville-slægten. Den tredje bror i Italien, Humfred, var kommet til området omkring 1044, og han overtog titlen, da Drogo blev myrdet i 1051. I Humfreds regeringstid blev normannerne for første gang udfordret af pavestaten. Pave Leo 9. var blevet rasende over normannernes erobringstogter i hans områder, og han gik i alliance med den byzantiske kejser og drog i 1053 med en hær til Apulien for at forene sig med de kejserlige styrker og derefter nedkæmpe normannerne. De normanniske riddere lagde alle indbyrdes stridigheder på hylden og gik til angreb på den pavelige hær. I slaget ved Civitate vandt de en afgørende sejr, under ledelse af Humfred, hans halvbror Robert (der var kommet til Italien i 1047) og svogeren Richard Drengot.

## Hertuger af Apulien og Calabrien
Da Humfred blev syg og døde i 1057, indsatte han halvbroderen Robert som regent for sin mindreårige søn. Robert overtog imidlertid selv grevetitlen, og i 1059 blev han af paven anerkendt som hertug af både Apulien, Calabrien og Sicilien. Sidstnævnte middelhavsø var nu stadig på arabiske hænder, men da der udbrød oprør på øen i 1060, gik Robert til angreb, og gik i gang med at erobre øen, i små bidder. Hans bror Roger var en vigtig hjælper i disse kampe, og da Palermo blev erobret i 1072, gjorde han officielt Roger til greve af Sicilien.
Da Robert døde i 1085, blev han efterfulgt af sin søn Roger Borsa, og da dennes søn Vilhelm døde i 1127, gik hertugtitlen til den sicilianske gren af Hauteville-slægten, i form af grev Rogers søn Roger 2., der på den måde kom til at regere over hele Syditalien.

## Konger af Sicilien
Roger 2. lod sig i 1130 krone som konge af Sicilien, dog kun kronet af modpaven Anacletus 2., men det blev gjort godt igen i 1139, da den rigtige pave, Innocens 2., anerkendte hans titler og besiddelser. Han blev i 1154 efterfulgt af sin søn Vilhelm 1., der igen i 1166 blev fulgt af sin søn Vilhelm 2. Da Vilhelm den 2. døde barnløs i 1189, var det slut med den regerende, mandlige linje af Hauteville-slægten. Roger 2.'s ældste, tidligt afdøde søn, der også hed Roger, havde inden sin død fået en søn uden for ægteskab. Han hed (til en afveksling) Tancred, og han blev af de normanniske riddere valgt til konge af Sicilien i 1189. Tancred døde allerede i 1194, og titlen gik videre til hans mindreårige søn Vilhelm. Den legitime arving til kongeriget var Roger 2.'s svigersøn Henrik 6., som siden sit giftermål med Rogers datter Constance var blevet kejser af det tysk-romerske rige. Han kom til Sicilien og overtog riget i 1194, og dermed var det definitivt slut med Hauteville-slægtens magt i Syditalien.

## Genealogi
```
Tancred
 (980-990 – c.1041)
, o=o (1) Muriella 
│                          o=o (2) Fredesenda
├─1> 
Sarlo (c.1010 – ?)
, blev i Normandiet  
│     └──> 
Sarlo (c.1040 – 1072)
, ridder af Geraci, o=o Aldruda de' Moulins
│           ├──> 
Sarlo

│           └──> Eloisa af Geraci, o=o Roger af Bernavilla
│  
├─1> 
Vilhelm Jernarm
 (c.1010 – 1046)
, 1. greve af Apulien (1042), o=o Guida, datter af Guido af Sorrento
│  
├─1> 
Drogo
 (c.1015 – 1051)
, 2. greve af Apulien (1046-1051)), o=o Gaitelgrima af Salerno (Altrude)
│     └──> 
Richard af Salerno (c.1045 – 1114)
, fyrste af Salerno, regent i Edessa 1104-1108 
│                     o=o en søster til Tancred af Hauteville (regent over Antiochia)
│           ├──> Maria af Hauteville, o=o Joscelin 1. af Edessa
│           └──> 
Roger af Salerno (? – 1119)
, fyrste af Salerno, regent af Antiochia 1112-1119, 
│                     o=o Odierna af Jerusalem
│    
├─1> 
Humfred
 (c.1020 – 1057)
, 3. greve af Apulien (1051-1057),
│     │               o=o (1) Matilda, datter af 
Asclettin af Acerenza
 
│     │               o=o (2) Gaitelgrima af Salerno (Altrude), enke til broderen Drogo
│     ├──> 
Abelard af Hauteville (1044 – 1081)

│     ├──> 
Herman af Hauteville (c.1048 – 1097)

│     └──> Umfreda, o=o Basileo Spadafora
│     
├─1> 
Godfred af Hauteville
 (c.1020 – 1071)
, greve af Capitanatet (1064), o=o (1) en normannisk kvinde 
│     │                                o=o (2) Teodora af Capaccio
│     ├─1> 
Robert 1. af Loritello (c.1050 – 1107)

│     │    └──> 
Robert 2. af Loritello (c.1080 – c.1135)

│     │         └──> 
Vilhelm af Loritello (c.1110 – 1155c.) 
 
│     ├─1> 
Rudolf af Catanzaro

│     ├─1> 
Vilhelm af Tirol

│     └─2> 
Tancred

│     
├─2> 
Robert Guiscard
 (c.1025 – 1085)
, greve af Apulien og Calabrien (1057), 
│     │                                         derpå hertug af Apulien, Calabrien og Sicilien (1059) 
│     │                      o=o (1) 1051 Aubrée af Bourgogne
│     │                      o=o (2) 1058 Sichelgaita af Salerno
│     │ 
│     ├─1> Emma af Hauteville (c.1052 – ), o=o Otto af Bonmarchis
│     │    └──> 
Tancred, fyrste af Galilea
 (c.1072 – 1112)
│     │  
│     ├─1> 
Bohemund 1. af Antiokia
 (c.1055 – 1111)
, fyrste af Taranto (1085), fyrste af Antiokia (1098),
│     │    o=o Costanza, datter af Filip 1. af Frankrig
│     │    ├──> 
Bohemund 2.(1108 – 1131)
, fyrste af Antiokia og Taranto (1126), o=o Alice af Jerusalem
│     │    │    └──> Costanza af Antiokia (1127 – 1163), o=o (1) Raimond af Poitiers
│     │    │         │                        o=o (2) Rinaldo af Châtillon, fyste af Antiokia
│     │    │         └─1> 
Bohemund 3. af Antiokia
 (1144 – 1201)                            
│     │    └──> Elisa, o=o Ramon, hertug af Asturien
│     │ 
│     ├─2> Matilde af Hauteville eller Mafalda (c.1060 – 1112), o=o Ramon Berenguer 2. af Barcelona
│     ├─2> 
Roger Borsa
 (c.1060 – 1111)
, hertug af Apulien, Calabrien og Sicilien (1085), o=o Adele af Flanderen
│     │    └──> 
William 2.
, hertug af Apulien (1095 – 1127)
, o=o 1114 Guadalgrima af Caiazzo
│     │ 
│     ├─2> 
Guy. hertug af Amalfi (1061 – 1108)

│     ├─2> 
Robert af Hauteville
 kaldet 
Scalio
 (c.1065 – 1110)
│     ├─2> Sibilla af Hauteville, o=o Eble 2. af Roucy
│     ├─2> Mabilia af Hauteville, o=o Vilhelm af Grandmesnil 
│     ├─2> Heria af Hauteville, o=o Hugo 5. af Maine
│     └─2> Olympia af Hauteville eller Elena, o=o Konstantin Ducas
│     
├─2> 
Mauger (c.1025 – 1064)
, greve af Capitanatet (1057)
│
├─2> 
Vilhelm af Hauteville (c.1030 – c.1080), greve af Principatet (1056)
, o=o Maria, datter af Guido af Sorrento
│     └──> Richard af Principatet 
│
├─2> Alfred, blev i 
Normandiet

│
├─2> Tancred, blev i Normandiet 
│
├─2> Beatrice (c.1030 – ?) o=o (1) Herman af Eu; o=o (2) Roger ?
│     └─1> 
Robert af Montescaglioso
 
│     └─2> 
Goffredo, greve af Conversano

│
├─2> Emma (c.1030 – ?), o=o Eudes
│
├─2> Fredesenda (1030 – 1097), o=o 
Richard Drengot
, 
│
└─2>
 
ROGER 1.
 (c.1031 – 1101)
, greve af Sicilien (1062), o=o (1) 1061 Judith af Evreux (1050 – 1076)
     │                                                   o=o (2) 1077 Eremberge af Mortain († 1087)
     │                                                   o=o (3) 1087 Adelaide af Vasto (1074 – 1118)
     ├─1> Matilde af Hauteville (1062 – 1094) o=o Raimund 4. af Toulouse
     ├─1> Adelicia († 1096), o=o Henry, greve af Monte Sant'Angelo
     ├─1> Emma († 1120), o=o Rudolf Maccabeo, greve af Montescaglioso
     │ 
     ├─2> 
Mauger
, greve af Troina (c.1080 – c.1100)
     ├─2> Busilla (Felicia) (c.1080 – 1102), o=o Koloman, konge af Ungarn, 
     ├─2> Constance af Sicilien (c.1080 – 1138), o=o Konrad 2. af Italien 
     ├─2> Iolanda, o=o Robert af Bourgogne 
     ├─2> Judith, o=o Roberto 1. af Bassunvilla   
     │ 
     ├─3> 
Simon af Sicilien
 (1093 – 1105)
, greve af Sicilien 1101
     ├─3> Matilde af Hauteville (c.1090 – 1119)   o=o (2)Rainulf 3. af Alife 
     └─3> 
ROGER 2.
 (1095 – 1154)
, greve (1105) derpå konge af Sicilien (1130)
          │           o=o (1) 1116 Elvira Alfonso af Castillien (1097 – 1135)
          │           o=o (2) 1149 Sibille af Borgogne (1126 – 1150)
          │           o=o (3) 1151 Beatrice af Rethel (c.1135 – 1185)
          │    
          ├─1> 
Roger 3. af Apulien (1118 – 1148)
, hertug af Apulien og Calabrien, (o=o) Bianca af Lecce
          │     └──> 
TANCRED (1138 – 1194)
, greve af Lecce, konge af Sicilien (1189 – 1194), o=o Sibylla af Acerra
          │          ├──> 
Roger 3. af Sicilien (1175 – 1193)
, medkonge af Sicilien 1193, o=o Irene Angelo 
          │          ├──> Costanza, o=o Pietro Ziani, doge af Venezia           
          │          ├──> Valdrada af Hauteville, o=o Jacopo Tiepolo, doge af Venezia
          │          ├──> Maria Albina af Lecce c.1175 – 1234), grevinde af Lecce, o=o 1200 Gauthier 3. af Brienne
          │          └──> 
WILLIAM 3. (1185 – 1198)
, konge af Sicilien (1194)
          │     
          ├─1> 
Tancred af Hauteville (c.1120 – 1138)
, fyrste af Bari
          ├─1> 
Alfonso af Hauteville (c.1122 – 1144)
, hertug af Napoli
          ├─1> 
VILHELM 1.
 (1131 – 1166)
, konge af Sicilien (1154 – 1166), o=o Margarita af Navarra
          │    ├──> 
Roger 4. af Apulien (1150 – 1161)
, hertug af Apulien      
          │    ├──> 
VILHELM 2.
 (1153 – 1189)
, konge af Sicilien (1166 – 1189), o=o 1177 Joan af England (1165-1199)
          │    ├──> 
Henri af Hauteville (1158 – 1172)
, fyrste af 
Capua

          │    └──> Matina, o=o Margarito af Brindisi
          │
          ├─1> Adelicia (c.1130 – ?), o=o Gozzolino af Loreto    
          ├-N> 
Simon af Taranto

          │     
          └─3> 
Constanza af Hauteville
 (1154 – 1198), o=o 
Henrik 6.
 (1165 – 1197) tysk-romersk kejser (1191 – 1197)
               └──> 
Frederik 2.
 (1194 – 1250), tysk-romersk kejser (1212 – 1250)
```